# Faith Divides Us - Death Unites Us
Faith Divides Us - Death Unites Us es el duodécimo disco de Paradise Lost. Musicalmente viene a marcar la entrada completa de la banda en terrenos pesados, limitando los sonidos electrónicos presentes en los discos anteriores, elementos que sólo aparecen como preludio a ciertas canciones o como interludios. El álbum se acerca por momentos a un sonido más sludge, tomando influencia del último Corrosion of Conformity y Crowbar, y con ello, una dirección más cruda y lenta. La voz de Nick Holmes toma tintes más duros que en el disco pasado y desplaza casi por completo a su canto limpio y barítono.
Nick Holmes declaró en una entrevista que el grupo quería abandonar cualquier referencia al "comercialismo" y por eso se decidió no lanzar ningún sencillo.
Se grabaron dos videoclips, The Rise of Denial y Faith Divides Us – Death Unites Us, donde este último estaba inspirado en el Caso Fritzl.

## Lista de canciones
| N.º | Título                               | Duración |  |
| 1.  | «As Horizons End»                    | 5:26     |  |
| 2.  | «I Remain»                           | 4:09     |  |
| 3.  | «First Light»                        | 5:00     |  |
| 4.  | «Frailty»                            | 4:25     |  |
| 5.  | «Faith Divides Us – Death Unites Us» | 4:21     |  |
| 6.  | «The Rise of Denial»                 | 4:47     |  |
| 7.  | «Living With Scars»                  | 4:22     |  |
| 8.  | «Last Regret»                        | 4:24     |  |
| 9.  | «Universal Dream»                    | 4:17     |  |
| 10. | «In Truth»                           | 4:51     |  |

| N.º | Título                               | additional notes                                          | Duración |  |
| 11. | «Cardinal Zero»                      | en edición especial                                       | 4:28     |  |
| 12. | «Faith Divides Us – Death Unites Us» | sólo en la edición especial; Lost in Prague Orchestra mix | 4:17     |  |
| 13. | «Last Regret»                        | sólo en la edición especial; Lost in Prague Orchestra mix | 4:20     |  |

| N.º | Título             | additional notes                   | Duración |  |
| 11. | «Cardinal Zero»    | bonus track de la edición japonesa | 4:28     |  |
| 12. | «Back On Disaster» | bonus track de la edición japonesa | 4:15     |  |

## Créditos
- Nick Holmes – voz
- Gregor Mackintosh – guitarra líder, teclados
- Aaron Aedy – guitarra rítmica
- Steve Edmondson – bajo
- Peter Damin – batería de sesión

- Datos: Q267715